# Syrgiannes Palaiologos
Syrgiannes Palaiologos Philanthropenos (mittelgriechisch Συργιάννης Παλαιολόγος Φιλανθρωπηνός; * um 1290; † 23. August 1334 bei Thessaloniki) war ein byzantinischer Aristokrat und Feldherr kumanisch-griechischer Herkunft. Im Bürgerkrieg 1321–1328 schwankte er zwischen Andronikos III. Palaiologos und dessen Großvater Andronikos II.; 1334 lief er zum serbischen König Stefan IV. Dušan über.

## Leben
Syrgiannes Palaiologos war der Sohn (oder Enkel) des Kumanen Syrgiannes (Sytzigan), der unter Andronikos II. zum Megas Domestikos aufgestiegen war, und der Eugenia, einer Tochter des Pinkernes (Mundschenk) Johannes Kantakuzenos und Nichte Kaiser Michaels VIII. Verheiratet war er mit Maria Dukaina Palaiologina Syrgiannina, einer Kusine Andronikos’ III.; mit ihr hatte er den Sohn Nikephoros Kantakuzenos und die Tochter Theodora, seit 1330/32 Ehefrau Guidos von Lusignan.
In den byzantinischen Quellen erscheint Syrgiannes zuerst 1315 als Militärgouverneur in Makedonien nahe der serbischen Grenze. Ungeachtet bestehender Verträge und gegen seine Instruktionen entschloss er sich, in Serbien und Epirus einzufallen. Im Februar 1315 griff er Arta an, 1318 ergab sich ihm Ioannina, wo er den Grundbesitz der Kirche vergrößerte. Der Usurpation verdächtigt, wurde Syrgiannes 1319 gefangen genommen und in Konstantinopel inhaftiert, jedoch kurz darauf begnadigt, zum Pinkernes ernannt und mit einem Kommando in Thrakien betraut.
Als Andronikos III. an Ostern 1321 in Adrianopel gegen seinen Großvater rebellierte, gehörte Syrgiannes zusammen mit Johannes Kantakuzenos, Alexios Apokaukos und Theodoros Synadenos zu seinen Unterstützern. Er marschierte mit einem großen Heer auf die Hauptstadt zu und zwang den alten Kaiser, in Verhandlungen zu treten. Es kam zu einer Teilung der Herrschaft: Andronikos III. erhielt Thrakien mit der Residenz Adrianopel als Quasi-Apanage, während Andronikos II. als Seniorkaiser weiter in Konstantinopel regierte.
Da Syrgiannes sich von Andronikos III. für seine Unterstützung im Kampf um den Thron nicht ausreichend gewürdigt und in der Gunst hinter Kantakuzenos zurückgesetzt sah, entwickelte er zu diesem eine scharfe Rivalität. Zudem berichten Chronisten über einen angeblichen Versuch des Prätendenten, Syrgiannes' Frau zu verführen. Im Dezember 1321 wechselte Syrgiannes die Seiten und floh nach Konstantinopel. Mit dem stolzen Titel eines Megas Dux ausgezeichnet, bewog er Andronikos II. zur Wiederaufnahme des Krieges gegen seinen Enkel. Doch erzielten die beiden Andronikoi im Juli 1322 eine neuerliche Übereinkunft, was Syrgiannes in eine Zwickmühle brachte. Den einzigen Ausweg sah er darin, den greisen Andronikos II. zu ermorden und den Thron an sich zu reißen. Das Komplott wurde jedoch vereitelt und Syrgiannes zu lebenslangem Gefängnis verurteilt.
1328 konnte Andronikos III. schließlich seinen Großvater stürzen und die Alleinherrschaft übernehmen. Syrgiannes wurde auf freien Fuß gesetzt und gewann bald die Gunst des neuen Kaisers zurück. Dieser übertrug ihm 1329 die Statthalterschaft über Thessaloniki, die zweitgrößte Stadt des Reichs, sowie über Westmakedonien und Albanien. Syrgiannes geriet wiederum in Konspirationsverdacht, diesmal zusammen mit der in Thessaloniki lebenden Kaisermutter Maria, die eine Schwäche für ihn entwickelte und ihn schließlich adoptierte. Nach dem Tod Marias 1333 wurden die Verschwörungspläne aufgedeckt. Syrgiannes wurde festgenommen und nach Konstantinopel gebracht, um sich dort erneut wegen Hochverrats zu verantworten. Er konnte jedoch nach Negroponte entkommen und über Thessalien an den Hof des Serbenkönigs Stefan Dušan fliehen.
Dušan stellte Syrgiannes an die Spitze einer großen serbischen Streitmacht, die 1334 ins byzantinische Makedonien einfiel, wobei umstritten ist, ob der Überläufer mit diesem Engagement auch eigene, usurpatorische Ziele verfolgte. Dank seiner Fähigkeiten als Militärführer, seines Insiderwissens über das byzantinische Heerwesen und seiner guten Kontakte zu verschiedenen lokalen Befehlshabern gelang ihm die rasche Einnahme mehrerer wichtiger Städte, darunter Ohrid, Prilep, Strumica und Kastoria. Der Weg nach Thessaloniki war frei, doch traf Syrgiannes' Armee vor der Stadt auf ein byzantinisches Entsatzheer. Am 23. August 1334 wurde Syrgiannes aus seinem Feldlager am Fluss Galykos gelockt und von Sphrantzes Palaiologos ermordet, einem byzantinischen General, der einige Tage zuvor zum Schein zu den Serben übergelaufen war. Nach dem Verlust ihres Anführers konnten die Serben einen für sie sehr vorteilhaften Frieden mit Byzanz aushandeln, da sie fast alle durch Syrgiannes eroberten Städte in Nordmakedonien behalten durften.

## Bewertung
Sein rücksichtsloser Ehrgeiz und notorischer Opportunismus haben Syrgiannes Palaiologos schon den Zeitgenossen als düsterste Gestalt ihrer Ära erscheinen lassen; so verglich der Chronist Nikephoros Gregoras seine Flucht nach Serbien mit jener des Themistokles ins Achämenidenreich. Der moderne Historiker Donald Nicol vergleicht ihn mit Alkibiades, Angeliki Laiou nennt ihn „die übelste Erscheinung“ des Bürgerkriegs.